# Font de l'Horta Rodona
La Font de l'Horta Rodona és una obra de l'Estany (Moianès) protegida com a Bé Cultural d'Interès Local.

## Descripció
Font de l'Horta Rodona és una surgència natural d'aigua, situada en un marge a l'extrem nord dels camps de Roqueta, a la vora del camí de Prats de Lluçanès, o de Sant Feliu de Terrasola, prop del pont del Molí del Castell de la carretera C-59. La font és anterior a 1723 i consisteix en un mur de contenció de terres del qual sorgeix un broc de pedra tallada que aboca l'aigua que raja en un petit abeurador de pedra tallada.
Davant seu hi ha una bassa emprada pel rec dels camps adjacents.

## Història
No es tenen dades documentals sobre l'antiguitat de la font. La llosa frontal de la pedra té gravada la data de "1723". Aquesta data possiblement correspon al moment en què es va arranjar la font.